# Piecowisko

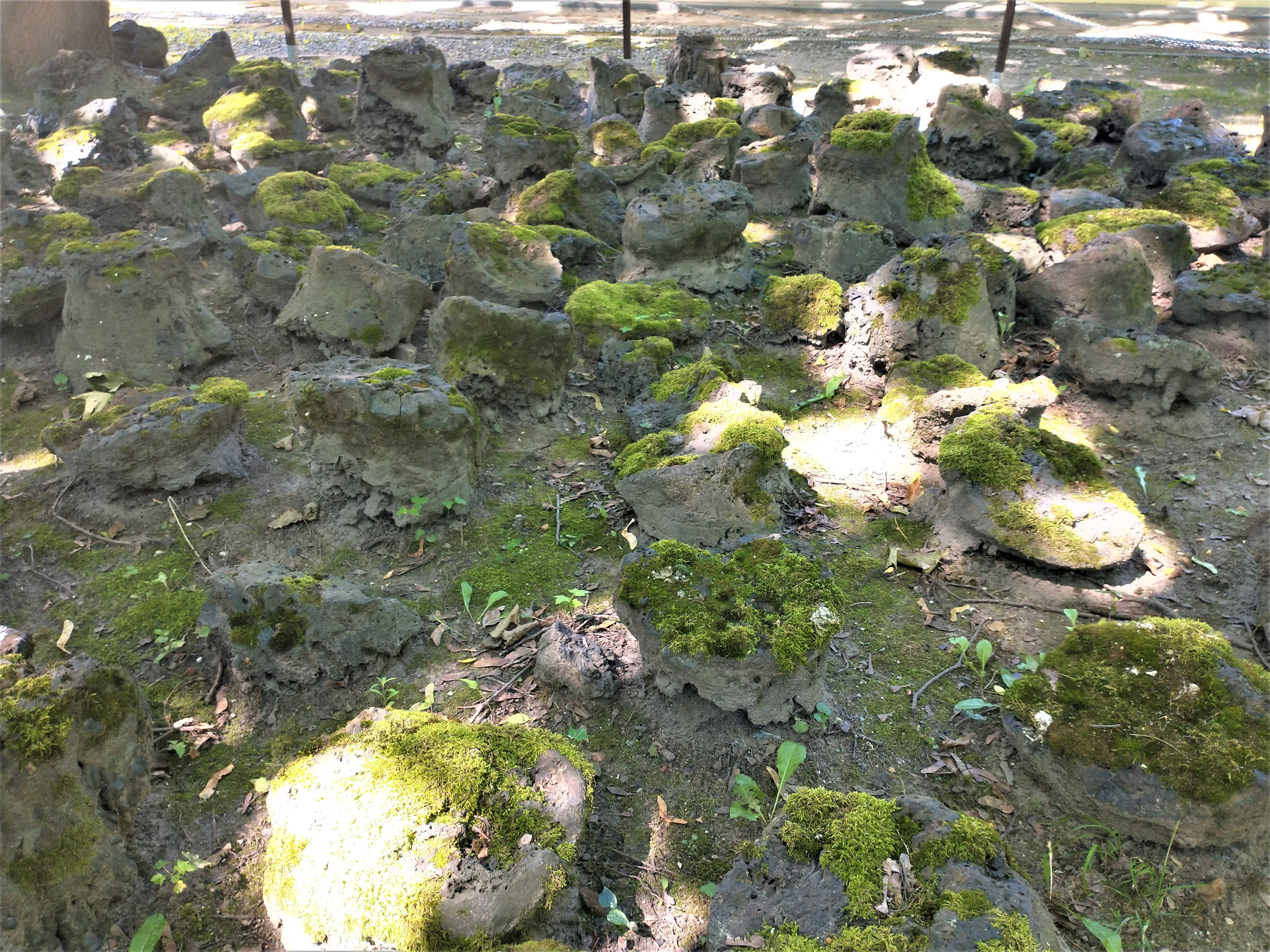
Bryły starożytnego żużla. Piecowisko w Muzeum Starożytnego Hutnictwa Mazowieckiego w Pruszkowie

Piecowisko – w archeologii mniej lub bardziej rozległy obszar będący reliktem warsztatów produkcyjnych związanych z wytopem metali (dymarek). Piecowisko ma najczęściej postać zarejestrowanego na powierzchni stanowiska żużla.
Piecowiska podzielić można na dwa typy: mniejsze, składające się z pozostałości po kilku lub kilkunastu piecach działających na potrzeby lokalnych społeczności i większe (setki, a nawet tysiące dymarek), obliczone na produkcję masową, stanowiące relikty wyspecjalizowanych zespołów metalurgicznych. Piecowiska stanowią podstawę badań i rekonstrukcji dawnych zespołów piecowych.